# Hrvatski lokalni izbori 2009.
██ HDZ koalicija
██ SDP koalicija
██ IDS koalicija
██ HDZ
██ SDP
██ HSS
██ IDS
██ HNS-LD
██ HDSSB
Hrvatski lokalni izbori 2009. su održani 17. svibnja 2009., s drugim izbornim krugom održanim 31. svibnja, gdje je to bilo potrebno.
Izbori su održani za izbor zastupnika u općinskim i gradskim vijećima, izbor načelnika općina i gradonačelnika, te članova županijskih vijeća i župana. To su bili prvi izbori na kojima su načelnici, gradonačelnici i župani izabrani izravno na općim izborima, a ne natpolovičnom većinom koalicije u vijeću. Novi sustav omogućio je da mnogi gradovi izaberu neovisne kandidate za gradonačelnike, pri čemu se ističe Split gdje je za gradonačelnika izabran neovisni kandidat Željko Kerum.

## Rezultati

### Županijske skupštine i župani
| Rezultati hrvatskih lokalnih izbora 2009. | Rezultati hrvatskih lokalnih izbora 2009. | Rezultati hrvatskih lokalnih izbora 2009. | Rezultati hrvatskih lokalnih izbora 2009. | Rezultati hrvatskih lokalnih izbora 2009. | Rezultati hrvatskih lokalnih izbora 2009. | Rezultati hrvatskih lokalnih izbora 2009. | Rezultati hrvatskih lokalnih izbora 2009. |
| Županija                                  | Županijsko vijeće                         | Županijsko vijeće                         | Županijsko vijeće                         | Župan/Gradonačelnik Zagreba               | Župan/Gradonačelnik Zagreba               | Župan/Gradonačelnik Zagreba               | Župan/Gradonačelnik Zagreba               |
| Županija                                  | Stranka                                   | Stranka                                   | Odziv                                     | Župan/Gradonačelnik                       | Župan/Gradonačelnik                       | Odziv                                     | Opaske                                    |
| ----------------------------------------- | ----------------------------------------- | ----------------------------------------- | ----------------------------------------- | ----------------------------------------- | ----------------------------------------- | ----------------------------------------- | ----------------------------------------- |
| Bjelovarsko-bilogorska županija           |                                           | HDZ (28,9%)                               | 44,0%                                     |                                           | Miroslav Čačija, HSS (64,4%)              | 44,0%                                     | U I. krugu                                |
| Brodsko-posavska županija                 |                                           | HDZ (32,2%)                               | 47,8%                                     |                                           | Danijel Marušić, HDZ (50,9%)              | 36,2%                                     | U II. krugu                               |
| Dubrovačko-neretvanska županija           |                                           | HDZ (46,7%)                               | 55,4%                                     |                                           | Nikola Dobroslavić, HDZ (53,6%)           | 49,1%                                     | U II. krugu                               |
| Istarska županija                         |                                           | IDS (44,8%)                               | 49,6%                                     |                                           | Ivan Jakovčić, IDS (59,6%)                | 38,2%                                     | U II. krugu                               |
| Karlovačka županija                       |                                           | HDZ (48,3%)                               | 46,3%                                     |                                           | Ivan Vučić, HDZ (58,7%)                   | 30,3%                                     | U II. krugu                               |
| Koprivničko-križevačka županija           |                                           | SDP (45,9%)                               | 53,1%                                     |                                           | Darko Koren, HSS (51,2%)                  | 53,1%                                     | U I. krugu                                |
| Krapinsko-zagorska županija               |                                           | SDP (46,3%)                               | 52,7%                                     |                                           | Siniša Hajdaš Dončić, SDP (53,0%)         | 52,7%                                     | U I. krugu                                |
| Ličko-senjska županija                    |                                           | HDZ (69,9%)                               | 50,5%                                     |                                           | Milan Jurković, HDZ (68,5%)               | 50,5%                                     | U I. krugu                                |
| Međimurska županija                       |                                           | SDP (40,0%)                               | 50.2%                                     |                                           | Ivan Perhoč, SDP (62,8%)                  | 37,3%                                     | U II. krugu                               |
| Osječko-baranjska županija                |                                           | HDZ (34,7%)                               | 49,2%                                     |                                           | Vladimir Šišljagić, HDSSB (54,1%)         | 38,7%                                     | U II. krugu                               |
| Požeško-slavonska županija                |                                           | HDZ (40,4%)                               | 49,9%                                     |                                           | Marijan Aladrović, HDZ (53,0%)            | 43,7%                                     | U II. krugu                               |
| Primorsko-goranska županija               |                                           | SDP (52,3%)                               | 44,1%                                     |                                           | Zlatko Komadina, SDP (60,5%)              | 44,1%                                     | U I. krugu                                |
| Sisačko-moslavačka županija               |                                           | HDZ (40,1%)                               | 44,4%                                     |                                           | Marina Lovrić, SDP (50,9%)                | 44,4%                                     | U I. krugu                                |
| Splitsko-dalmatinska županija             |                                           | HDZ (31,7%)                               | 49,3%                                     |                                           | Ante Sanader, HDZ (58,7%)                 | 42,8%                                     | U II. krugu                               |
| Šibensko-kninska županija                 |                                           | HDZ (35,6%)                               | 46,8%                                     |                                           | Goran Pauk, HDZ (62,7%)                   | 30,2%                                     | U II. krugu                               |
| Varaždinska županija                      |                                           | HNS (52,9%)                               | 57,7%                                     |                                           | Predrag Štromar, HNS (51,6%)              | 57,7%                                     | U I. krugu                                |
| Virovitičko-podravska županija            |                                           | HDZ (53,7%)                               | 50,0%                                     |                                           | Tomislav Tolušić, HDZ (57,0%)             | 49,7%                                     | U I. krugu                                |
| Vukovarsko-srijemska županija             |                                           | HDZ (59,2%)                               | 42,2%                                     |                                           | Božo Galić, HDZ (67,9%)                   | 43,2%                                     | U I. krugu                                |
| Zadarska županija                         |                                           | HDZ (63,3%)                               | 44,8%                                     |                                           | Stipe Zrilić, HDZ (62,9%)                 | 44,8%                                     | U I. krugu                                |
| Zagrebačka županija                       |                                           | HDZ (42,3%)                               | 45,8%                                     |                                           | Stjepan Kožić, HSS (51,1%)                | 45,8%                                     | U I. krugu                                |
| Grad Zagreb                               |                                           | SDP (33,3%)                               | 41,7%                                     |                                           | Milan Bandić, SDP (61,8%)                 | 33,6%                                     | U II. krugu                               |

Izvor: Državno izborno povjerenstvo